# Giffordius
Giffordius is een geslacht van weekdieren. De wetenschappelijke naam van het geslacht werd voor het eerst geldig gepubliceerd in 1930 door Henry Augustus Pilsbry.